# Mike Stern
Mike Stern (* 10. Januar 1953 in Boston) ist ein US-amerikanischer Jazz- bzw. Fusion-Gitarrist.

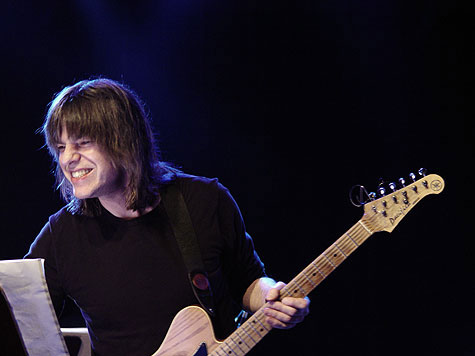
Mike Stern (2007)

## Leben und Wirken
Im Alter von zwölf Jahren startete der „Bebop-Rocker“ seine Laufbahn als Gitarrist. Stern studierte am renommierten Berklee College of Music in Boston, dort entdeckte er seine Liebe zum Jazz. Stern wurde auf Empfehlung von Pat Metheny, bei dem er in Berklee studiert hatte, Mitglied der Jazz-Rock-Formation Blood, Sweat & Tears, mit denen er zwei Alben veröffentlichte. Er spielte eine Zeitlang in der Gruppe des einflussreichen Drummers Billy Cobham. Als Teil der Band um den Jazz-Trompeter Miles Davis ist er auf dessen Alben The Man with the Horn und We Want Miles zu hören.
Weitere wichtige Musiker, mit denen Mike Stern in den 1980er- und 1990er-Jahren zusammen spielte, waren: Jaco Pastorius mit seiner Band Word Of Mouth, David Sanborn, John Scofield, Bill Frisell, Dave Weckl, Jack DeJohnette, Dennis Chambers, die Fusioncombo Steps Ahead von Mike Mainieri und Michael Brecker und 1992 die Brecker Brothers.
Seit dem Debüt Neesh von 1983 hat Mike Stern weitere Alben veröffentlicht, die zunächst von Jim Beard produziert wurden. Die weiteren Alben haben nach Ansicht von Jazzkritikern wie Ulf Drechsel und Richard Cook meist nicht das hohe Niveau seiner Live-Auftritte und seiner Mitwirkungen an Projekten anderer Musiker erreichen können. Seine Alben Who Let The Cats Out? (2006)  und Big Neighborhood (2009) wurden beide jeweils für einen Grammy in der Kategorie Best Contemporary Jazz Album nominiert.
Stern ist mit der deutschen Fusion-Gitarristin Leni Stern verheiratet.

## Stil
Durch seinen Background im Rock- und Bluesbereich sind in Sterns Stil deutliche Bezüge auf B.B. King, Albert King, Jimi Hendrix und Eric Clapton hörbar. Ihre Licks zitiert er häufig, und er benutzt oft Rockskalen wie etwa die Mollpentatonik mit Blue Note. Seine expressive Bending- und Vibratotechnik ist außerdem Merkmal der Rockmusik. Weiterhin spielt Stern nicht nur auf alte Rock- und Jazzlegenden an, sondern zitiert auch Melodien klassischer Komponisten wie zum Beispiel Johann Sebastian Bach. Zu hören ist dies etwa im Stück Play auf seiner DVD Live New Morning, The Paris Concert, wo er das Thema des Stückes Suite No. 2 für wenige Sekunden anspielt. Als Beschreibung für seinen Klang auf der Gitarre gibt er selbst eine Art Horn als Beispiel. Im Jazzbereich ist er von zahlreichen Vorbildern beeinflusst, unter anderem Charlie Christian, dessen Targeting-Technik Stern weiterentwickelt hat. 

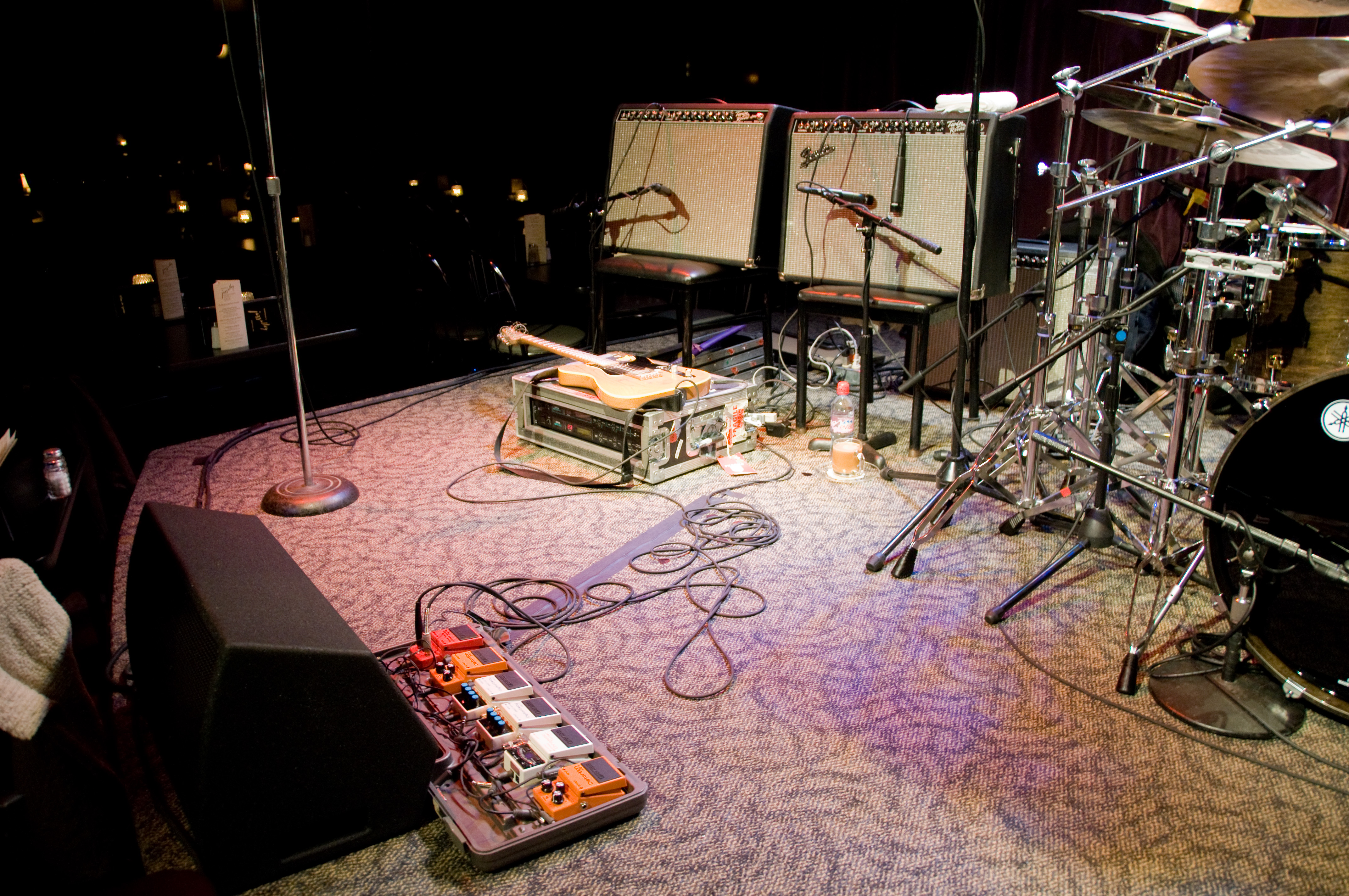
Mike Sterns Equipment (2007)

Mike Stern spielte lange Jahre eine Fender Telecaster mit schwerem Eschekorpus und einem Humbucker-Tonabnehmer in der Halsposition. Diese Gitarre, welche vorher im Besitz von Danny Gatton und Roy Buchanan war, wurde ihm jedoch bei einem bewaffneten Überfall in Boston gestohlen. Seit einigen Jahren baut ihm der Hersteller Yamaha ein nach Stern benanntes Signature-Modell in der Pacifica-Serie, die Yamaha Pacifica MS1511.

## Diskografie
- Neesh (1983)
- Upside Downside (Atlantic, 1986)
- Time In Place (Atlantic, 1988)
- Jigsaw (Atlantic, 1989)
- Odds Or Evens (Atlantic, 1991)
- Standards (And Other Songs) (Atlantic, 1992)
- Is What It Is (Atlantic, 1994)
- Between The Lines (Atlantic, 1996)
- Give And Take (Atlantic, 1997)
- Play (Atlantic, 1999)
- Voices (Atlantic, 2001)
- These Times (ESC Records, 2003)
- Who Let The Cats Out? (Heads Up, 2006)
- Big Neighborhood (Heads Up, 2009)
- All Over The Place (Heads Up, 2012)
- Eclectic – mit Eric Johnson (Heads Up, 2014)
- Trip (Heads Up, 2017)
- Eleven – mit Jeff Lorber (Heads Up, 2019)